# Тшцинна
Тшцинна (пол. Trzcinna, нім. Schöneberg) — село в Польщі, у гміні Новоґрудек-Поморський Мисліборського повіту Західнопоморського воєводства.
Населення — 543 особи (2011).
У 1975-1998 роках село належало до Гожовського воєводства.

## Демографія
Демографічна структура станом на 31 березня 2011 року:
|          | Загалом | Допрацездатний вік | Працездатний вік | Постпрацездатний вік |
| -------- | ------- | ------------------ | ---------------- | -------------------- |
| Чоловіки | 268     | 60                 | 184              | 24                   |
| Жінки    | 275     | 59                 | 156              | 60                   |
| Разом    | 543     | 119                | 340              | 84                   |